# Spuwen

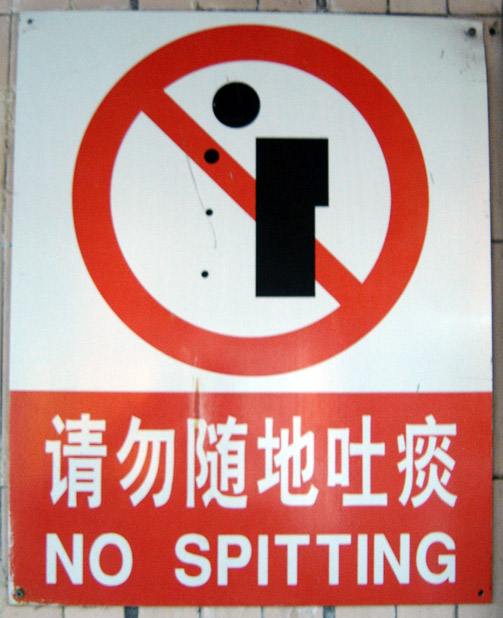
Verboden te spugen

Spuwen, spugen, tuffen, fluimen of expectoratie is het met kracht uitspugen of wegschieten van speeksel uit de mond, eventueel vermengd met neusslijm of slijm uit de luchtwegen, of gecombineerd met een vruchtenpit. Spugen wordt in de meeste culturen gezien als een maatschappelijk taboe, en een bron van ziekteverspreiding. Spuwen kan voorafgegaan worden door een rochel: het schrapen van de keel, waarbij men slijm uit de luchtwegen naar boven perst.

## Geschiedenis
In de middeleeuwen werd spugen gezien als volstrekt normaal. Dit veranderde in de vroegmoderne tijd. Spugen werd steeds meer gezien als vulgair, en voor wie het toch niet laten kon waren er speciale spuugbakjes: de kwispedoors. Ook deze verdwenen echter toen men zich na de influenza-epidemie van 1918 realiseerde dat kwispedoors bronnen van besmetting waren. 
Heden ten dage geldt spugen als vulgair en onhygiënisch, en is daarmee een mild maatschappelijk taboe geworden in de meeste landen. Bovendien laat het na gebruik van pruimtabak of sirih vlekken achter. Naar aanleiding van de SARS-epidemie werd in China in 2002 het spugen op straat verboden op straffe van een boete. 

## Hygiëne
Spugen kan verschillende ziektes overbrengen zoals SARS en tuberculose. Besmet speeksel blijft achter op een oppervlak, waarna men via schoenen, en voorwerpen besmet wordt wanneer men nadien de mond, neus of ogen aanraakt. Ook is spugen geen goed idee wanneer men net een tand heeft laten trekken: door de drukvariaties die hierdoor in de mond optreden kan de wond weer gaan bloeden.
In sommige niet-Westerse culturen, o.a. China, wordt spugen maatschappelijk nog steeds geaccepteerd omdat men vindt dat alles wat afval is uit het lichaam verwijderd moet worden. Hoewel China met het oog op hygiëne en staatsimago spugen op straat heeft verboden, trekken veel Chinezen zich hier niets van aan. Jongere en beter opgeleide Chinezen delen echter deze mening niet en vinden spugen eveneens vies en vulgair.

## Juridisch
Juridisch kan spugen gekwalificeerd worden als belediging. In sommige jurisdicties wordt het op een ander spugen zelfs gezien als mishandeling. Het op straat uitspugen van tabak of kauwgum kan bovendien worden gezien als rommelmakerij en wordt op sommige plaatsen (Singapore bijvoorbeeld) bestraft.